# شتولينغن
اشتولينغن (بالألمانية: Stühlingen) هي مدينة وبلدة ألمانية تقع في ألمانيا في Waldshut. يقدر عدد سكانها بـ 5,283 نسمة .

## أعلام
- هانس باومغارتنر